# Adesmia macrostachya
Adesmia macrostachya är en ärtväxtart som beskrevs av George Bentham. Adesmia macrostachya ingår i släktet Adesmia och familjen ärtväxter. Inga underarter finns listade i Catalogue of Life.